# Fort van Ereboeni
Het Fort van Ereboeni (Armeens: Էրեբունի) of Arin Berd (Armeens:Արին Բերդ, Nederlands: Het Fort van het Bloed) is een archeologische vindplaats in het district Ereboeni in de Armeense hoofdstad Jerevan.
De vindplaats stamt uit de IJzertijd, meer specifiek tijdens het Koninkrijk Urartu in 782 voor Christus. De naam Jerevan is afgeleid van dit fort en nederzetting. Hierdoor is Jerevan een van de oudst continu bewoonde steden ter wereld. Nabij de vindplaats is het Ereboenimuseum te vinden.
Het fort ligt op 1017 meter boven de zeespiegel en was een van de belangrijkste nederzettingen van het toenmalige koninkrijk op zowel politiek, cultureel en economisch gebied. De site is een van de drie archeologische opgravingen/nederzettingen die Jerevan rijk is. De andere twee zijn Shengavitnederzetting en Teishebaini. Teishebaini is ook een ijzertijdnederzetting uit het Koninkrijk Urartu.

## Afbeeldingen

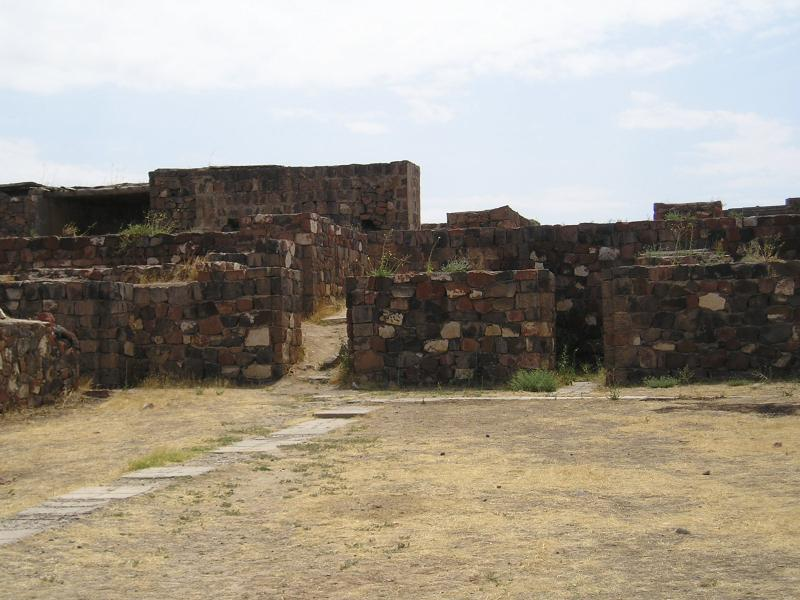
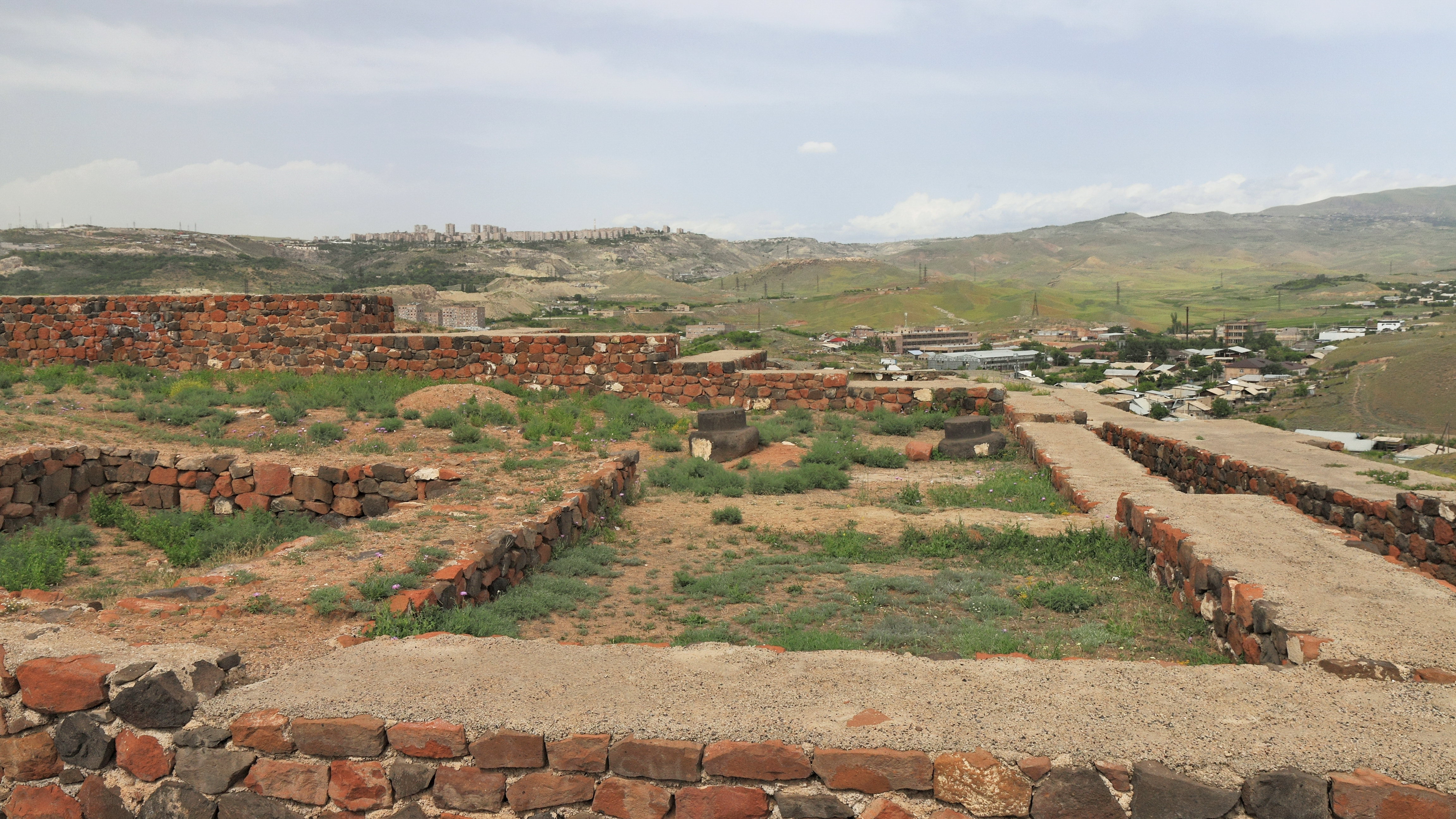
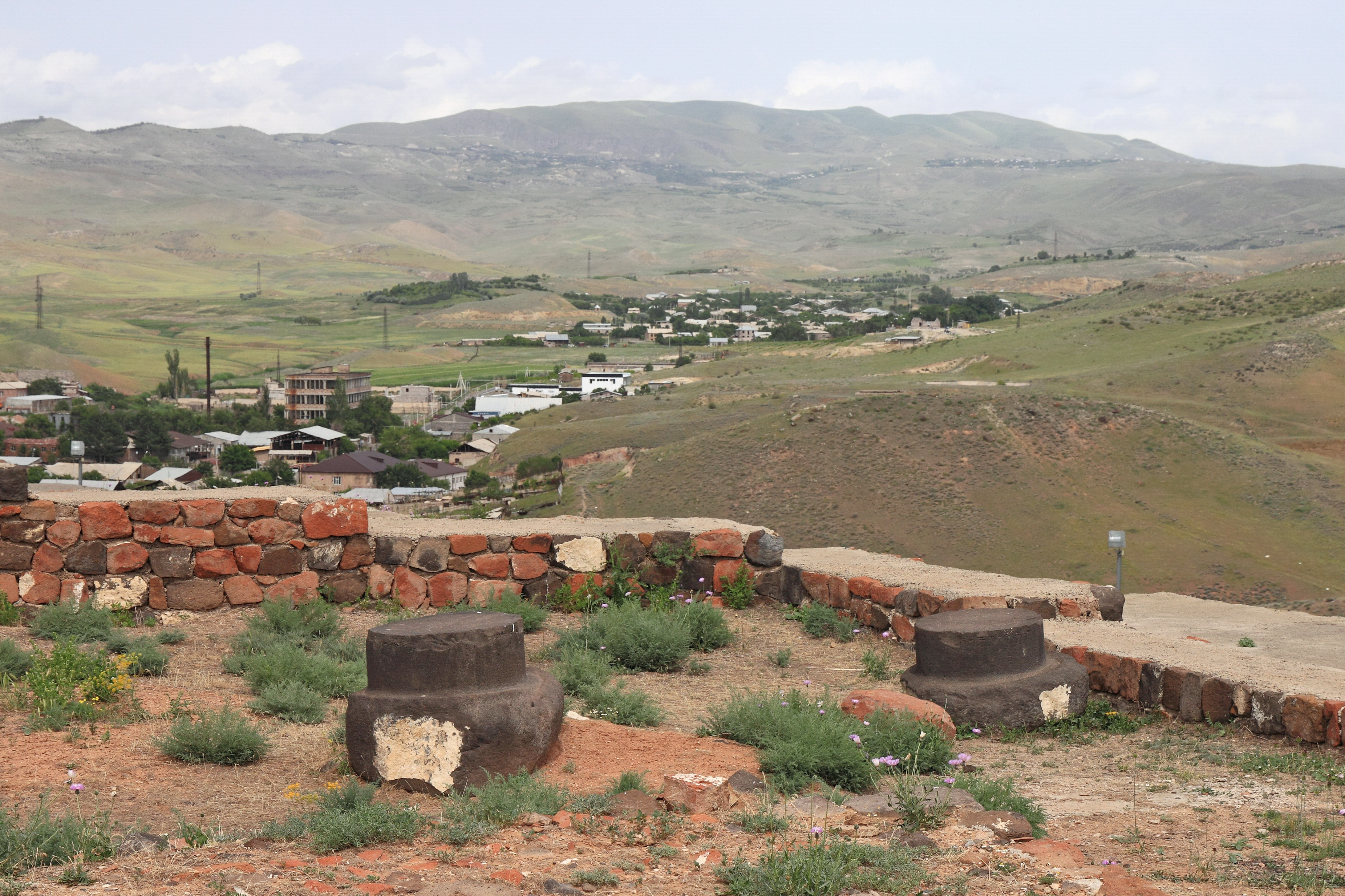
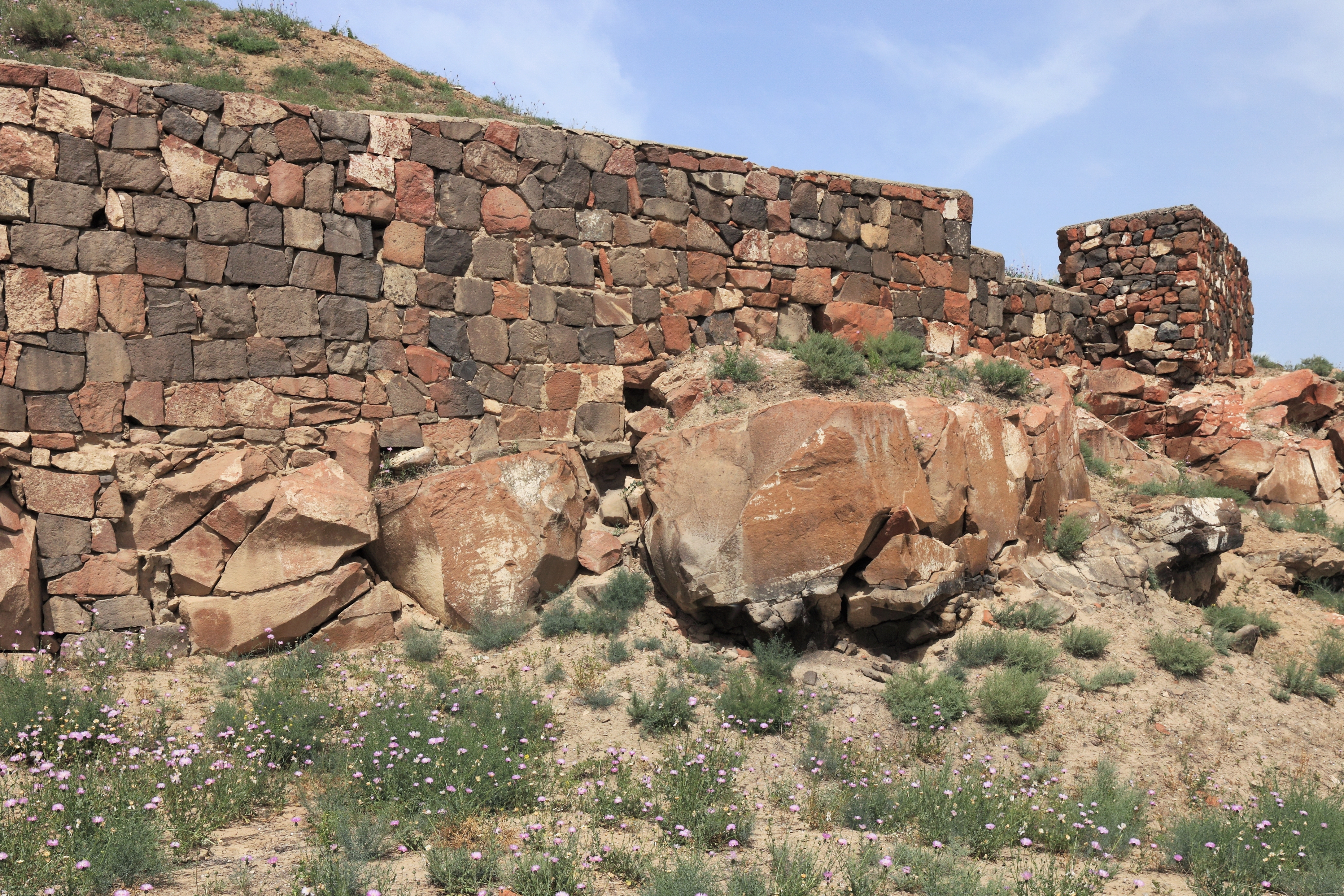
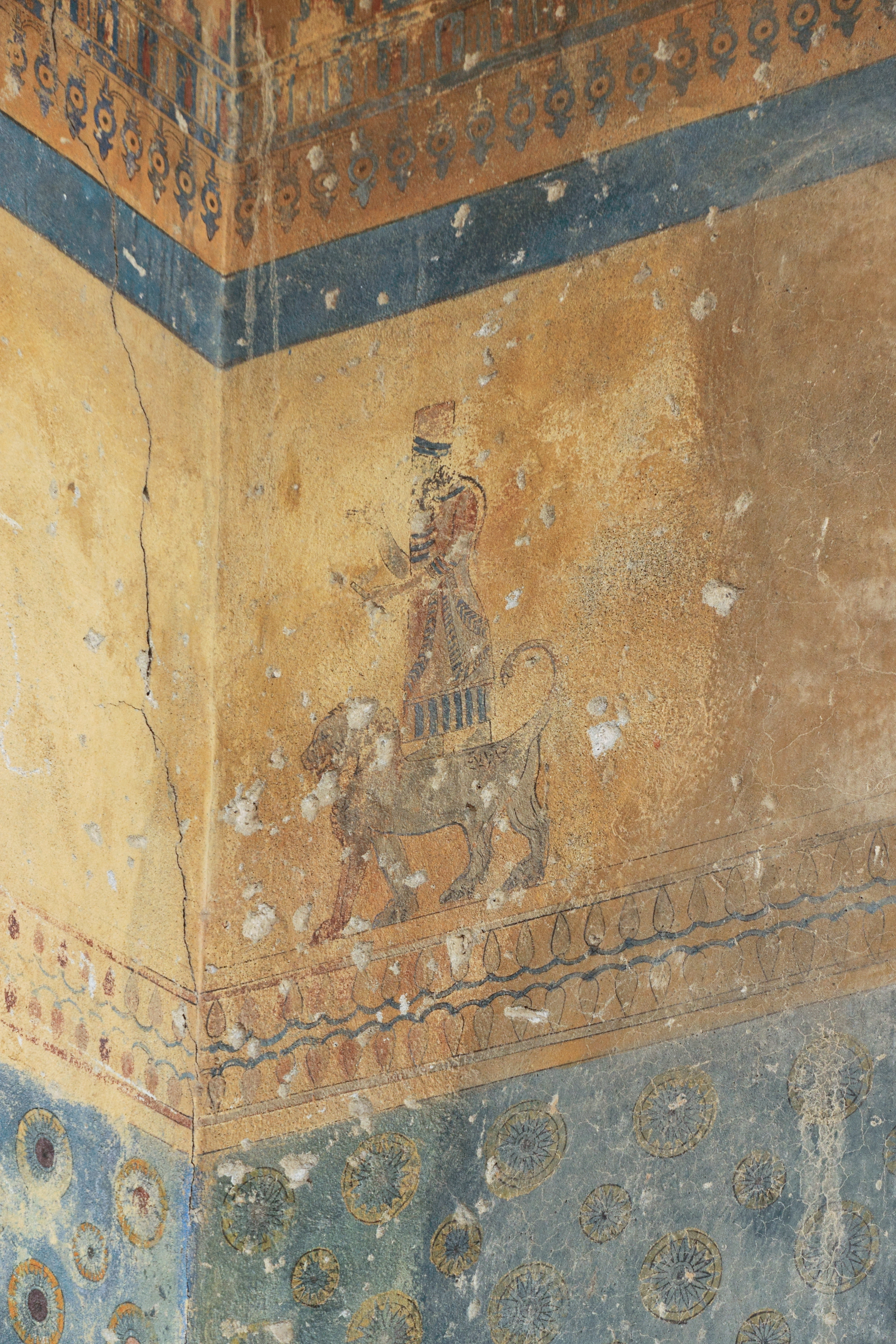